# Impératrice Wang (Ping)
L'Impératrice Wang (王皇后  nom personnel inconnu), née en 8 AEC et morte en 23 EC, formellement Impératrice Xiaoping (孝平皇后) et formellement duchesse douairière de Ding'an (定安太后) durant la dynastie Xin de son père Wang Mang, puis princesse Huanghuang (黃皇室主) est une impératrice pendant la dynastie Han — la dernière de la dynastie des Han occidentaux —.
Fille de l'usurpateur Wang Mang, son mari était l'empereur Ping. 
Elle est largement perçue par les historiens comme une figure tragique, victime des circonstances, qui a essayé de rester fidèle à son mari mort jeune, à l'âge de 14 ans, mais dont la fidélité l'a finalement forcée à se laisser mourir à la fin du règne de son père.